# 徳永瑞子
徳永 瑞子（とくなが みずこ、1948年1月25日 - ）は、日本の助産師、看護師、教授（聖母大学、聖母大学院；国際看護学ほか）。NGOアフリカ友の会代表。アフリカの人々に対する支援活動に積極的に従事している。

## 経歴
- 国立東京第二病院勤務。
- 1971年:ザイール共和国で医療活動に従事（8年間）。
- 愛育病院、聖母病院勤務
- 1985年:アフリカ方面の支援活動に従事（エチオピアの干魃被災民の救援活動に参加する等）。
- 1990年:「読売女性ヒューマン・ドキュメンタリー大賞」受賞（『プサマカシ』）。
- 1991年:NGO「アフリカ友の会」を組織（アフリカのHIV感染者、AIDS患者の治療と生活支援、HIV感染の予防を目的とする）。ドラマ『プサマカシ』放映。
- 1993年:「ブエラブ保健センター」を開設（中央アフリカ共和国首都バンギ市内）。エイズの正しい知識を教える保健指導員を養成している。現在ではバンギだけで350人が活動する（2006年現在）[2]。
- 2002年:公益財団法人 社会貢献支援財団による平成14年度 社会貢献者表彰 第二部門（多年にわたる功労・日本財団賞）受賞。
- 2003年:長崎大学保健学科の教授に就任（国際保健看護学）。
- 2005年:国際赤十字からフローレンス・ナイチンゲール記章を受章[3]。
- 2006年:第34回医療功労賞受賞[4]。

## テレビ出演
- 情熱大陸（毎日放送）
  - 「徳永瑞子・エイズ医療活動家」（2004年10月31日）
- ムーブ（RKB毎日放送）
  - 「寄りそっていたい 看護師・徳永瑞子の夢」(2008年7月13日)

## 著書
- エチオピア日記　飢餓救済キャンプでの１５０日（1989年）海声社
- プサマカシ―若き助産婦のアフリカ熱中記（1991年）
- お産の原点を考える（1991年）
  - 1991年6月の講演会の内容を収録したパンフレット
  - 「人間らしく産む」徳永瑞子講演会より
  - 「私たちも自然の一部」カンガルーの会シンポジウムより
- 「ザンベ!」―アフリカ・希望診療所 小さないのちの物語（1993年）
- シンギラミンギ―アフリカでエイズ患者と共に生きて（2001年）
- これは本当のアフリカのお話です―大好きで、いとおしいあなたへ（2009年）
- アフリカで老いを生きる「看護師・助産師として人々と共に」(2015年)